# Саньда
Саньда (кит.: 散打 — «вільний бій») або саньшу (кит.: 散手 — «вільна рука») — сучасне китайське мистецтво рукопашного бою, система самозахисту та вид спорту. Не розглядається як незалежний стиль, вважається лише одним з компонентів китайських бойових мистецтв (ушу) або комбінацією багатьох стилів ушу та, у додаток, інших бойових мистецтв, наприклад, кікбоксингу та боротьби. Зазвичай, його вивчають разом з іншим стилем ушу. Термін саньда має довшу історію і використовується частіше. Саньшоу було офіційною назвою бойового мистецтва, коли його формалізували та стандартизували в уряді Китаю. Пізніше офіційну назву повернули до терміну саньда.